# William Bullock (Naturforscher)

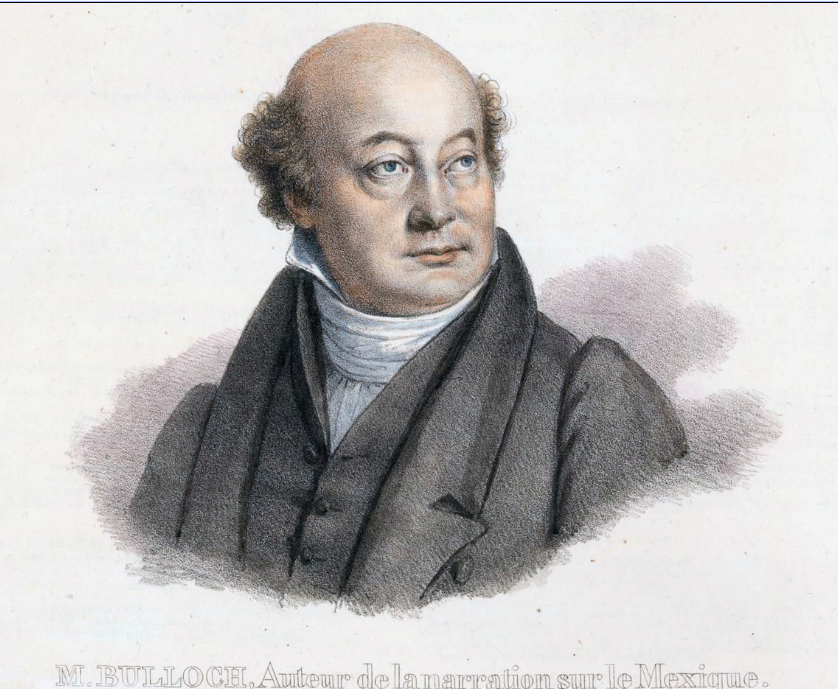
William Bullock

William Bullock (* um 1773; † 7. März 1849 in Chelsea) war ein englischer Naturforscher und Buchautor, dessen Sohn mit Ferdinand Deppe in Mexiko naturkundlich forschte, sowie Sammler, Museumsgründer und Antiquitätenhändler.

## Leben und Wirken
Bullock war ursprünglich Goldschmied und Juwelier. Im Jahre 1790 gründete er ein naturkundliches Museum in Sheffield. 1801 verlagerte er dieses nach Liverpool, 1809 ging er nach London. 1808/1809 verfasste er einen Katalog seiner Sammlung, von denen etliche Exponate aus den Expeditionen des Kapitäns James Cook stammten. Seit 1812 zeigte er seine Sammlung in der für ihn von dem Architekten John Buonarotti Papworth (1775–1847) erbauten Ausstellungshalle, der Egyptian Hall. Bullocks Sammlung umfasste ca. 32.000 Objekte und veranschaulichte durch die Präsentation von 3.000 Vogelarten in Dioramen deren Lebensweise und Ernährungsgewohnheiten. Die 1819 versteigerte Sammlung ist bis auf Teile der vom British Museum bei der Auktion erworbenen Mexikosammlung verschollen.
1822 reiste Bullock nach Mexiko, wo er im Silberbergbau spekulierte. Von dieser Reise brachte er zahlreiche neue Artefakte und Proben mit, mit denen er eine neue Ausstellung in der nach 1819 zur Ausstellungshalle umgebauten Egyptian Hall einrichtete. Eine weitere Reise führte ihn 1827 nach Mexiko und in die USA. Dort erwarb er Land am Ohio River auf dem Gebiet der heutigen Stadt Ludlow, Kentucky, um eine utopische Siedlung mit dem Namen Hygeia (griechisch für Gesundheit) nach Plänen von Papworth zu errichten, Papworth hatte auch die Egyptian Hall geplant. Dieser Planung war kein Erfolg beschieden, nur wenige Parzellen wurden verkauft, unter anderem an die englische Schriftstellerin Frances Trollope. 1846 verkaufte Bullock das Land an Israel Ludlow, nach dem die heutige Stadt benannt ist.

## Dedikationsnamen
William Swainson ehrte ihn und seinen Sohn im Namen des Bullocktrupials (Icterus bullockii). Der Rotkehlspint (Merops bulocki Vieillot, 1817) ist ihm auch gewidmet, da Vieillot sich auf  Le Guépier Bulock von François Levaillant bezog. Pica bullockii Wagler, 1827 ist wohl ebenso Vater und Sohn gewidmet und gilt heute als Synonym für den Langschwanzhäher (Cyanocorax formosus (Swainson, 1827)).

## Werke
- A Companion to the Liverpool Museum, containing a brief description of ... natural & foreign curiosities, antiquities & productions of the fine arts, open for public inspection ... at the house of William Bullock, Church Street. Liverpool: T. Schofield, printer, um 1801., zahlreiche Auflagen.
- A concise and easy method of preserving objects of natural history: intended for the use of sportsmen, travellers, and others; to enable them to prepare and preserve such curious and rare articles. London: printed for the propietor, 1818. 2. Aufl.
- Six months residence and travels in Mexico. Containing remarks on the present state of New Spain, its natural productions, state of society, manufactures, trade, agriculture, and antiquities. London: John Murrey, 1825.
  - Sechs Monate in Mexiko oder Bemerkungen über den gegenwärtigen Zustand Neu-Spaniens von W. Bullock. Aus dem Engl. übers. von Friedrich Schott. Dresden: Hilscher, 1825.
  - Le Mexique en 1823, ou Relation d’un voyage dans la Nouvelle-Espagne, contenant des notions exactes et peu connues sur la situation physique, morale et politique de ce pays. Paris: Alexis-Eymery, 1824.
- A description of the unique exhibition, called Ancient Mexico: collected on the spot in 1823 ... for public inspection at the Eqyptian Hall, Piccadilly. London: Printed for the proprietors, 1824.
- Catalogue of the exhibition, called Modern Mexico: containing a panoramic view of the city, with specimens of the natural history of New Spain ... at the Egyptian Hall, Piccadilly. London: Printed for the proprietor, 1824
- A descriptive catalogue of the exhibition, entitled Ancient and Modern Mexico: containing a panoramic view of the present city, specimens of the natural history of New Spain ... at the Egyptian Hall, Piccadilly. London: Printed for the proprietors, 1825.
- Sketch of a journey through the Western States of North America: from New Orleans, by the Mississippi, Ohio, city of Cincinnati and falls of Niagara, to New York, in 1827. London: Miller, 1827